# Gaucelmus strinatii
Gaucelmus strinatii är en spindelart som beskrevs av Brignoli 1979. Gaucelmus strinatii ingår i släktet Gaucelmus och familjen grottspindlar.
Artens utbredningsområde är Guatemala. Inga underarter finns listade i Catalogue of Life.